# 箱根美術館

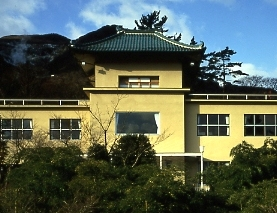

箱根美術館（日语：箱根美術館、はこねびじゅつかん）是位於日本神奈川縣足柄下郡箱根町的一座美術館，也是箱根歷史最古老的美術館，展示世界救世教教祖岡田茂吉生前蒐集美術品中的陶瓷器。美術館開館於1952年6月15日。美術館建築有三層，其內裝和展示櫃均由岡田茂吉設計。

## 外部連結
- 箱根美術館 公式サイト （页面存档备份，存于）
- 公益財団法人岡田茂吉美術文化財団 （页面存档备份，存于）
- 世界救世教公式ホームページ （页面存档备份，存于）
- 维基共享资源上的相關多媒體資源：箱根美術館